# Mico e i FuFunghi
Mico e i FuFunghi (Mush-Mush & les Champotes) è una serie animata franco-belga del 2020 creata da Elfriede de Rooster prodotta da La Cabane Productions e Thuristar, in collaborazione con Cake Entertainment, VRT-Ketnet, Piwi+, Canal+ Family, RTBF, RTS, RTL Telekids, Boomerang.
In Francia la serie debutta il 17 ottobre 2020 su Piwi+, mentre in Italia arriva su Boomerang il 5 aprile 2021 e dal 14 maggio 2022 è in onda su Cartoonito.
Nel 2022 è stata confermata una seconda stagione della serie, la quale viene trasmessa in Francia dal 21 ottobre 2023 in contemporanea su myCANAL (streaming) e su Canal+ Kids (TV).

## Trama
La serie segue le avventure di Mico e dei suoi amici Lilit e Chep, mentre crescono ed esplorano l'universo unico che li circonda, all'interno della comunità dei FuFunghi (in originale Champotes). Essi sono considerati i Guardiani della Foresta e ciascuno di loro possiede un talento speciale, ad esempio Mico può comunicare con la natura, Lilit può accendere la luce illuminandosi, e Chep ha una memoria impressionante. Tuttavia i tre piccoli fungoletti non hanno ancora sviluppato alla perfezione i loro talenti e lo devono fare, attraverso l'esplorazione e l'esperienza.

## Episodi
| Stagione         | Episodi | Prima TV originale | Prima TV Italia |
| ---------------- | ------- | ------------------ | --------------- |
| Prima stagione   | 48      | 2020-2021          | 2021            |
| Seconda stagione | 26      | 2023               | 2024            |

## Personaggi e doppiatori
- Mico (Mush-Mush), doppiato in francese da Barbara Beretta e in italiano da Jolanda Granato[1]
- Chep (Sep), doppiato in francese da Emmylou Homs[9]  e in italiano da Patrizia Mottola[1]
- Lilit, doppiata in francese da Kaycie Chase  e in italiano da Giulia Maniglio[1]
- Sushi-Mushi, doppiato da Alessandro Zurla[1]
- Grande Fungo (Musho), doppiato da Mario Scarabelli[1]
- Chanterelle, doppiata da Emanuela Pacotto[1]
- Starmush, doppiato da Massimiliano Lotti[1]
- Mushpie, doppiata da Mariagrazia Errigo[1]